# Solidago missouriensis
Solidago missouriensis (vara de oro de Misuri) es una planta herbácea perteneciente a la familia asterácea. Es originaria de América del Norte, donde se extiende por gran parte de Canadá, los Estados Unidos y el norte de México. Crece desde la Columbia Británica al este a Manitoba, hasta al sur hasta Sonora, Coahuila, Texas y Misisipi.

## Descripción
Solidago missouriensis es de apariencia variable, y existe un gran número de variedades. En general, es una hierba perenne que crece a partir de un cáudice subterráneo, rizoma, o ambos. Alcanza 1 m de altura máxima. Las raíces pueden alcanzar los 2 m de profundidad. Las hojas rígidas tienen hasta 30 centímetros de largo, haciéndose más pequeñas cuanto más arriba están en el tallo. La inflorescencia es una panícula ramificada de muchas cabezas de flores amarillas en la parte superior del tallo, a veces con más de 200 cabezas pequeñas. La fruta es un aquenio con una vilano de cerdas.

## Distribución y hábitat
Solidago missouriensis se puede encontrar en muchos tipos de hábitat. Es común en las Grandes Llanuras. Crece preferiblemente en un hábitat seco y abierto, incluso a grandes alturas. Coloniza suelos alterados. Durante la sequía del Dust Bowl, cuando muchas de las hierbas y plantas nativas murieron, la Solidago missouriensis prosperó en el suelo seco y sin vegetación. Cuando la sequía terminó y las hierbas volvieron, la planta se hizo menos común, desapareciendo en muchas áreas. Crece a los lados de las carreteras y en suelos perturbados por animales excavadores o por la minería.
La planta es común en varias áreas, incluyendo la pradera de hierbas altas en el centro-oeste de Misuri, praderas de pastizales en el sureste de Dakota del Norte, Montañas Cypress en el sureste de Alberta, hábitats ribereños en el noroeste de Montana y pinares del norte de Wisconsin.

## Usos
Sus hojas y semillas son comestibles. Las hojas tiernas y tallos de las flores se pueden consumir cocidos. De las semillas se puede extraer un aceite empleado como espesante para sopas. La semilla es de muy pequeñas dimensiones y solo se recurre a ella como alimento para sobrevivir en caso de emergencia. Con sus hojas y flores se puede preparar una infusión.